# Lindernia jiuhuanica
Lindernia jiuhuanica är en tvåhjärtbladig växtart som beskrevs av X.H. Guo och X.L. Liu. Lindernia jiuhuanica ingår i släktet Lindernia och familjen Linderniaceae. Inga underarter finns listade i Catalogue of Life.